# Karekin II. Kazanjian
Karekin II. Kazanjian (armenisch Գարեգին Բ Գազանճեան, * 18. Mai 1927 in Istanbul; † 10. März 1998 ebenda) war Erzbischof und Patriarch von Konstantinopel der Armenischen Apostolischen Kirche.

## Leben
Nach seiner schulischen Ausbildung im Getronagan-Gymnasium in Istanbul trat Bedros Kazanjian (bürgerl. Name) 1949 in das Seminar des Armenischen Patriarchats von Jerusalem ein, wurde 1945 zum Diakon und 1950 zum Presbyter geweiht. 1946 bis 1951 war er als Lehrer in Jerusalem tätig. 1951 kehrte er nach Istanbul zurück, um dort in der Priesterausbildung zu wirken. Am 1953 eröffneten Heilig-Kreuz-Seminar amtierte er als Dekan und Professor für klassische und moderne armenische Literatur.
1959 ging er in die USA und wurde Seelsorger an der armenischen Marienkirche in Washington DC. Am 24. Oktober 1966 wurde er zum Bischof geweiht. Bis 1981 leitete er als erster Primas die neu errichtete Diözese Australien der Armenischen Apostolischen Kirche. Von März 1981 bis zum 5. September 1990 amtierte er als Groß-Sakristan des Armenischen Patriarchats von Jerusalem und lehrte am dortigen Priesterseminar.
Am 13. Oktober 1990 wurde er zum Armenischen Patriarchen von Konstantinopel und der Ganzen Türkei bestellt. Am 10. März 1998 starb er im armenischen Erlöser-Hospital in Istanbul (Yedikule).